# Zini
Zini, né le 3 juillet 2002 à Cazenga, est un footballeur international angolais qui évolue au poste d'attaquant à l'AEK Athènes.

## Biographie

### Carrière en club
Né à Cazenga en Angola, Zini est formé par le Clube Desportivo Primeiro de Agosto, où il commence sa carrière professionnelle,. Il joue son premier match avec l'équipe première du club le 23 décembre 2020. Il compte en tout 25 apparition pour 12 buts avec le club.
En septembre 2022, il est prêté avec option d'achat au club grec de l'AEK Athènes,.

### Carrière en sélection
Zini est convoqué pour la première fois avec l'équipe nationale d'Angola en novembre 2020. Il honore sa première sélection le 7 septembre 2021, lors d'un match de qualification à la Coupe du monde contre la Libye. Il entre en jeu à la place de Inácio Miguel en deuxième mi-temps, lors de cette défaite 1-0.
Il marque son premier but en sélection dès son deuxième match avec l'Angola, le 9 octobre suivant contre le Gabon. Son équipe remporte ce match de qualification sur le score de 3-1. En décembre 2023, il est retenu dans la liste des vingt-sept joueurs angolais sélectionnés par Pedro Gonçalves pour disputer la Coupe d'Afrique des nations 2023.